# Мерида (Мексико)
Мерида (шп. Mérida) је град у Мексику у савезној држави Јукатан. Град је удаљен око 35 km од обале Мексичког залива. Према процени из 2005. у граду је живело 734.153 становника.
Древни град Маја Т'хо, Шпанци предвођени Франсиском де Монтејом су 1542. преименовали у Мерида. С обзиром на претколонијалну историју, Мерида се сматра једним од најстаријих непрекидно насељених градова у Америци. Почетком 20. века град је био веома просперитетан, а привредни успон се базирао на производњи канапа од агаве.
Град се у туристичким публикацијама рекламира као „Капија у свет Маја“ (Puerta al Mundo Maya) и „Бели град“. Услед своје релативне изолованости од остатка Мексика и утицаја културе народа Маја, Мерида је позната по карактеристичним обичајима, храни и дијалекту.

## Становништво
Према подацима са пописа становништва из 2010. године, град је имао 777.615 становника.
| 1990.   | 1995.   | 2000.   | 2005.   | 2010.   |
| ------- | ------- | ------- | ------- | ------- |
| 523.422 | 612.261 | 662.530 | 734.153 | 777.615 |

## Знаменитости
Мерида има један од највећих историјски очуваних центара у Латинској Америци.
Град је добио сопствени театар 1618, а 1735. подигнута је данашња градска већница. Мерида има око 1,5 милиона становника (734.153 у ужем градском подручју по подацима из 2005). Градске улице су стриктно распоређене у облику правоугаоне решетке.
Некадашњи Трг Зокало (Zócalo), данас носи име Трг независности (Plaza de la Independencia). То је увек живи центар града. Са источне стране трга је градска катедрала са два торња, подигнута између 1561. и 1598. Ово је најстарија катедрала на америчком континенту. На источној страни се налази градска већница. Са њене веранде на првом спрату је својевремено проглашена независност Јукатана. На северној страни трга је Палата владе (гувернера).
Поред парка Идалго је језуитска Црква Христа (Iglesia de Jesus) подигнута 1618. као део манастира.
На северу од центра је Улица Монтехо (Paseo Montejo) са бројним репрезентативним вилама из 19. века и Палатом Кантон (Palacio Canton), некадашњом резиденцијом генерала Франсиска Кантона Розадоса, у којој је данас смештен Музеј антропологије и историје.

## Партнерски градови
- Њу Орлеанс
- Тескоко де Мора
- Мерида
- Pereira
- Chiquinquirá
- Камагеј
- Панама Сити
- Глендора
- Ири
- Козумел
- Iguala de la Independencia
- Инчон
- Manzanares
- Мерида
- Мајами
- Сарасота